# Титчмарш, Эдвард Чарльз
Эдвард Чарльз Титчмарш (англ. Edward Charles Titchmarsh, 1 июня 1899, Ньюбери, Беркшир, Англия, Великобритания — 18 января 1963, Оксфорд, Оксфордшир, Англия, Великобритания) — английский математик, специалист по математическому анализу и аналитической теории чисел.

## Биография
Эдвард Чарльз Титчмарш родился в Ньюбери (Беркшир, Англия) 1 июня 1899 года в семье Кэролайн Титчмарш (Caroline Titchmarsh) и Эдварда Харпера Титчмарша (Edward Harper Titchmarsh). Он учился в Школе Короля Эдуарда VII в Шеффилде, а в 1916 году смог получить стипендию для обучения в Баллиол-колледже Оксфордского университета.
Титчмарш начал своё обучение в Баллиол-колледже в октябре 1917 года, но вскоре, проучившись всего один семестр, был призван в британскую армию, в Корпус королевских инженеров. В это время шла Первая мировая война, и в августе 1918 года Титчмарш был послан во Францию, где служил в качестве связного (передвигаясь на лошади и на мотоцикле). В ноябре 1918 года война закончилась, но служба Титчмарша продолжалась, так что он смог вернуться в Оксфорд и продолжить учёбу только осенью 1919 года.
Среди наставников Титчмарша в Оксфорде был Годфри Харолд Харди. Титчмарш окончил обучение в Баллиол-колледже в 1922 году, а в 1923 году он получил преподавательскую должность в Университетском колледже Лондона. В том же году он получил стипендию для работы в Магдален-колледже в Оксфорде.
В 1925 году Эдвард Чарльз Титчмарш женился на Кэтлин Блумфилд (Kathleen Blomfield), впоследствии у них были три дочери.
В 1929 году Эдвард Чарльз Титчмарш получил должность профессора математики в Ливерпульском университете, где он проработал два года. В 1931 году освободилась должность профессора геометрии в Оксфордском университете, поскольку Годфри Харолд Харди перешёл на работу в Кембриджский университет. После некоторых раздумий Титчмарш написал заявление, и вскоре получил эту профессорскую должность в Оксфорде, на которой он затем проработал около 30 лет.
В 1931 году Титчмарш был избран членом Лондонского королевского общества, которое в 1955 году наградило его медалью Сильвестра. Он также был членом Лондонского математического общества, а в 1945—1947 годах — президентом этого общества.

## Научные результаты
Эдвард Чарльз Титчмарш написал около 130 статей по математике, а также пять монографий, один учебник («Теория функций») и одну популярную книгу. Его работы были посвящены рядам Фурье, интегралам Фурье, целым функциям, интегральным уравнениям, дифференциальным уравнениям второго порядка, исследованию свойств дзета-функции Римана, а также другим математическим проблемам.